# Шатовка (Тульская область)
Шатовка — деревня в Тульской области России.
В рамках административно-территориального устройства входит в состав Ширинского сельского округа Новомосковского района, в рамках организации местного самоуправления включается в муниципальное образование город Новомосковск со статусом городского округа.

## География
Деревня находится в северо-восточной части Тульской области, в лесостепной зоне, в пределах Среднерусской возвышенности, на правом берегу реки Шат (Шатское водохранилище), на расстоянии примерно 2 километров (по прямой) к северу от города Новомосковска, административного центра округа. Абсолютная высота — 189 метров над уровнем моря.

### Климат
Климат характеризуется как умеренно континентальный, с умеренно холодной снежной зимой и тёплым летом. Средняя температура воздуха самого холодного месяца (января) — −11 — −10,9 °C (абсолютный минимум — −42 °C), средняя температура самого тёплого (июля) — 18 — 18,1 °С (абсолютный максимум — 37 °С). Безморозный период длится в среднем 140 дней. Среднегодовое количество атмосферных осадков составляет 540—545 мм, из которых большая часть (около 365—375 мм) выпадает в период с апреля по октябрь. Снежный покров держится в течение 134—140 дней.

### Часовой пояс
Деревня Шатовка, как и вся Тульская область, находится в часовой зоне МСК (московское время). Смещение применяемого времени относительно UTC составляет +3:00.

## Население
| 2010 |
| ---- |
| 2    |

### Национальный состав
Согласно результатам переписи 2002 года, в национальной структуре населения русские составляли 100 % из 11 чел.

## История
В списках населённых мест 1859 года Нюховка (Семеновское) упоминается как владельческое село при реке Шате. Расположение указано как «при пруде» и «По правую сторону Богородицкого тракта (с севера на юг)». На тот момент там числилось дворов — 53, где проживало мужчин — 298, женщин — 310. Село находилось во владении помещика Данилевского. С 1889 года в селе существовала школа грамоты.
Деревянный Сретенский храм на территории Нюховки, согласно исповедным росписям, возвели в 1739 году. В 1898—1902 годы была построена каменная церковь Сретения Господня, закрытая в 1930-е годы. К настоящему времени две из четырёх сторон церкви обвалились.
В 1930-е годы село Нюховка было включено в состав Княгининского сельсовета и стало колхозом «Сплошная коллективизация» Сталиногорского района. В 1952 году началось транспортное освоение Шатского водохранилища, открылись пассажирские и грузовые перевозки. Летом 1967 года Нюховку переименовали в Шатовку.

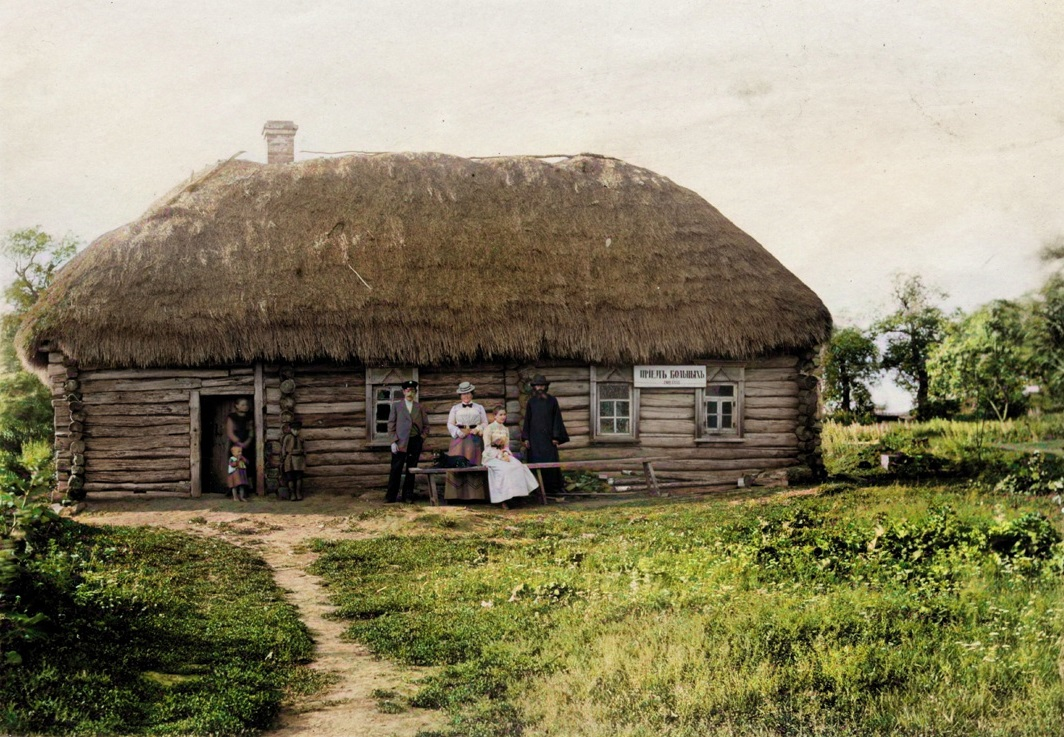
Медицинский пункт села Нюховки (1902)